# Elisabetta Piccini
Elisabetta Piccini, anche nota come Suor Isabella o Isabella Piccinni (Venezia, 1644 – Venezia, 29 aprile 1734), è stata una monaca e specialista dell'incisione italiana, particolarmente apprezzata per l'abilità chiaroscurale nella tecnica a bulino.

## Biografia
Nacque col nome di Elisabetta in una famiglia di incisori e si formò con il padre Giacomo, apprezzato per l'illustrazione libraria, e gli zii Guglielmo e Gaetano, pare dediti perlopiù alla riproduzione di dipinti. Alla morte del padre, nel 1660, ottenne il permesso di continuare l'attività assieme al meno dotato fratello Pietro.
Dopo qualche anno, nel 1666, si fece monaca francescana clarissa ed entrando nel Convento di Santa Croce assunse il nome in Suor Isabella. Riuscì ad installare un laboratorio di incisione nel monastero dove in genere lavorava da sola. Fu esclusivamente negli ultimi anni che accolse la collaborazione di suor Angela Baroni, particolarmente abile nell'incisione calligrafica.

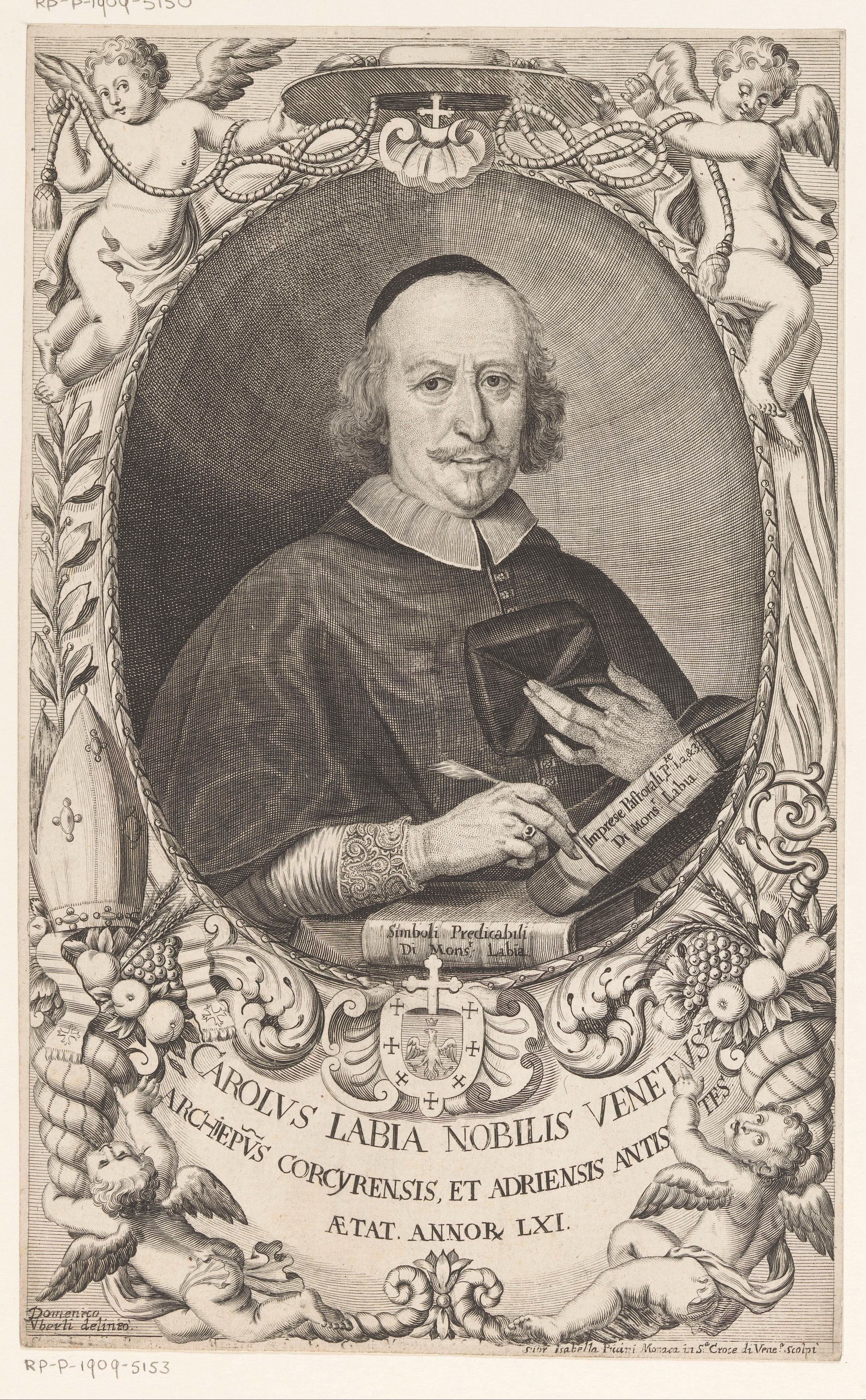
Isabella Piccini (da Domenico Uberti, Ritratto d Carlo Labia da Simboli predicabili estratti da' sacri Evangeli…, 1688, Venezia, Pezzana

Nel primo periodo, quando lavorava con il fratello, iniziarono firmandosi «Fillj q.m Jac. Pi.» oppure «Li Figlioli del P. f.» per mantenere l'immagine della bottega paterna. È rintracciabile anche la sua firma individuale «Elisabeta Piccini» (quindi ancora libera dai voti) nell'antiporta del De dominio maris (1663) del sacerdote, storico e letterato Giovanni Palazzi (1640-1703). Poi nella lunga carriera successiva all'ingresso in convento si firmò «Suor Isabella» o «Suor Isabella Piccini» con qualche occasionale aggiunta come «Monaca francescana in Santa Croce di Venezia» e utilizzò anche la versione abbreviata «S.I.P.F.».

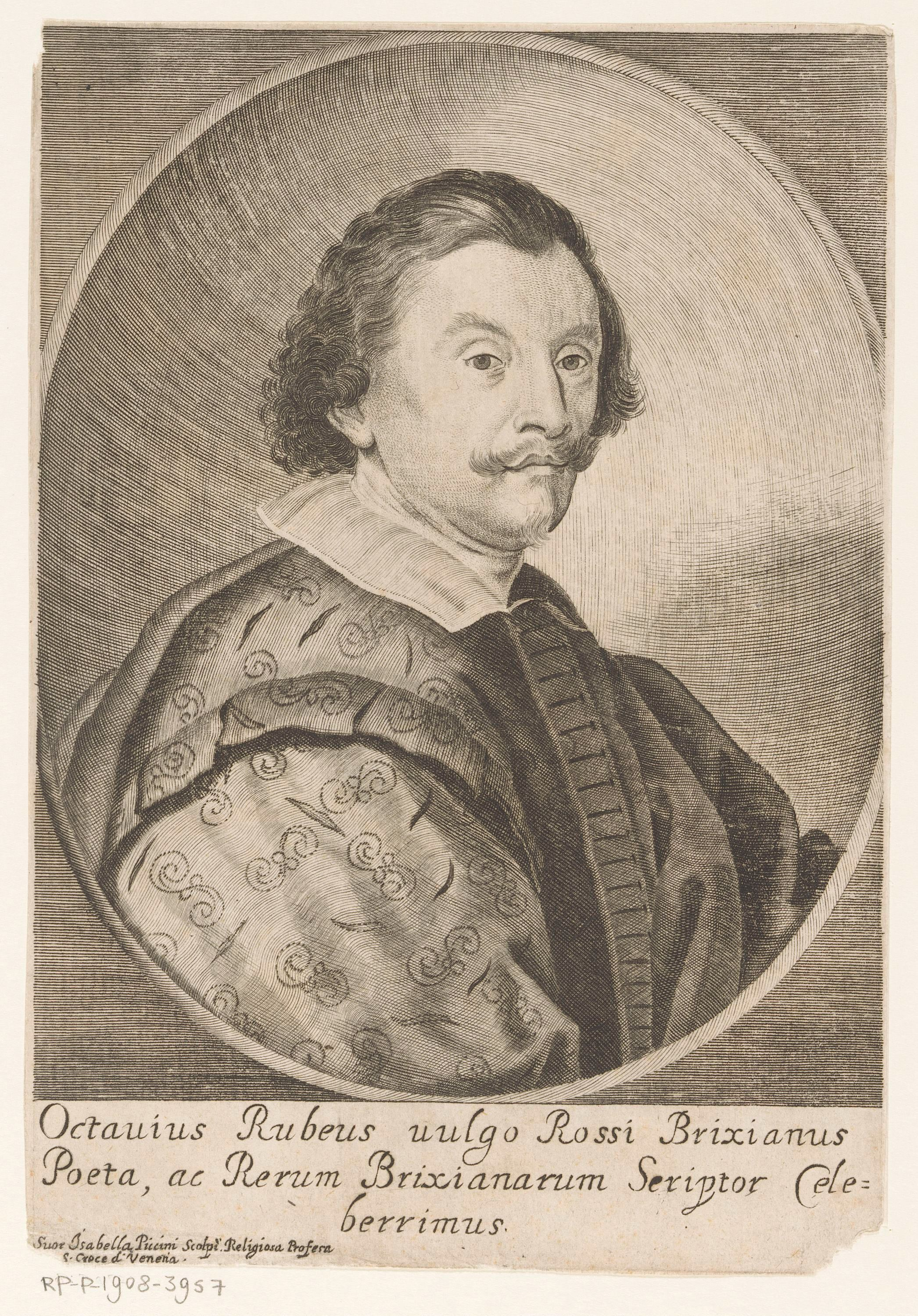
Isabella Piccini, Ritratto del poeta Ottavio de' Rossi, da Le memorie bresciane …, 1693, Brescia, Domenico Gromi

Gli inizi la videro principalmente impegnata ad illustrare con il fratello dei libretti d'opera successivamente, da sola, e in special modo durante la vita conventuale si dedicò soprattutto ad illustrare soggetti religiosi o moraleggianti – ovvero allegorie o narrazioni di ispirazione biblica o agiografica – e, come d'uso, numerosi ritratti di autori, curatori o dedicatari. Talvolta ebbe l'occasione di cimentarsi in generi diversi come nel caso dell'antiporta di El Goffredo del Tasso canta' alla barcariola dal dottor Tomaso Mondini e dedica' al lustrissimo, e celentissimo sior Francesco Duodo, stampato da Domenico Lovisa, (Venezia, 1693). Al di fuori dell'editoria libraria pubblicò qualche tavola isolata destinata alla devozione privata.
Suor Isabella ebbe modo di approfittare delle invenzioni di Antonio Zanchi, che già aveva lavorato col padre Giacomo, un buon esempio è l'antiporta delle Disputationes theologicae in primam partem diui Thomae di Pedro de Godoy stampate a Venezia da Gian Giacomo Hertz nel 1686. Collaborò comunque con diversi pittori anche meno noti: su disegno di Valentin Lefebvre incise l'antiporta del melodramma L'epulone di Francesco Fulvio Frugoni (Combi, & La Noù, Venezia,1675), assieme a Luodovico Antonio David illustrò due romanzi di Antonio Lupis La Marchesa d’Hunsleij overo l’amazone scozzese (1677) e Il corriere (1680) – entrambi stampati da Giovanni Battista Brigna–, oppure Nicolò Cassana e Giovanni Antonio Fumiani per la Conchiglia Celeste del bolognese Giovanni Battista Fabri (Venezia, 1690, Giovanni Giacomo Hertz).

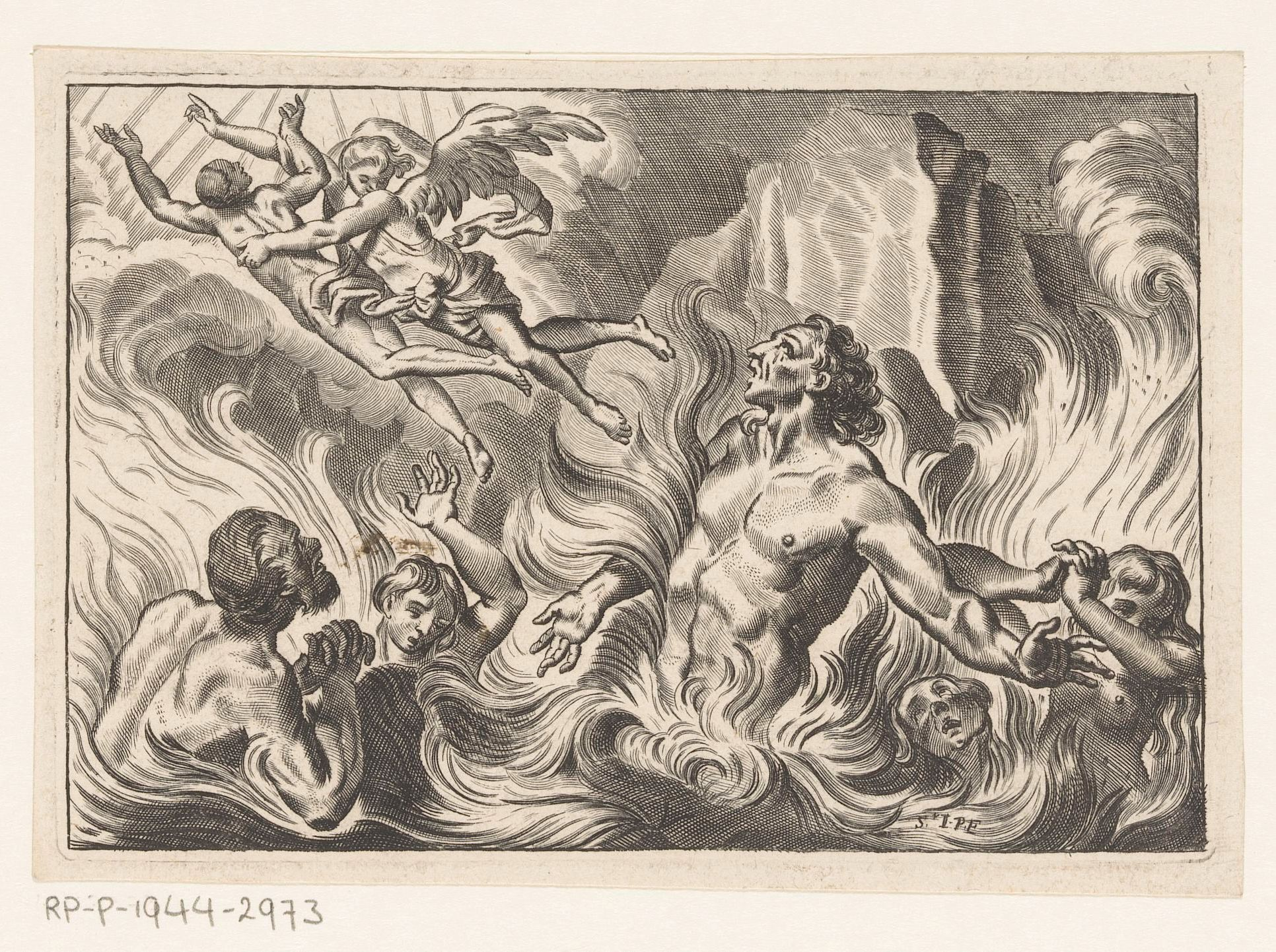
Isabella Piccini, Salvezza di un'anima dal Purgatorio, s.d., 95 x139 mm (lastra)

È interessante sottolineare come dalla protezione claustrale ebbe modo di essere apprezzata da molti letterati e richiesta arealizzare antiporte non soltanto dai numerosi editori veneziani ma anche da quelli di molti altri centri, sia città altre città sia del domino veneto come Padova, Verona, Vicenza, Bassano o Brescia sia capitali e città di altri stati come Roma, Firenze, Lucca o Ferrara. Si può dire che nonostante l'impossibilità di movimento imposta dai voti ebbe una carriera assimilabile a quella di molti suoi colleghi itineranti di città in città alla ricerca di nuove occasioni di lavoro. Particolare fu il rapporto con l'editore bassanese Giovanni Antonio Remondini con cui intrattenne un fitto epistolario e che grazie alla propria rete commerciale e politica creditizia distribuì le stampe di Isabella in tutta Europa.
Durante tutta la sua vita di monaca e imprenditrice versò annualmente al convento 200 ducati dai suoi proventi per essere esentata da alcuni obblighi. Riuscì anche a pagare la dote di 300 ducati per la sorella Franceschina quando questa si monacò nel 1673 (Franceschina tuttavia sciolse i voti undici anni dopo per sposarsi ma alla morte, nel 1709, lasciò tutti i suoi beni a suor Isabella). Dal 1718 al 1724 fu anche vicaria del convento, un ruolo che trovava gravoso e, quando poté, abbandonò con sollievo. Dieci anni dopo morì ormai novantenne.